# 韦鲁拉钦寺

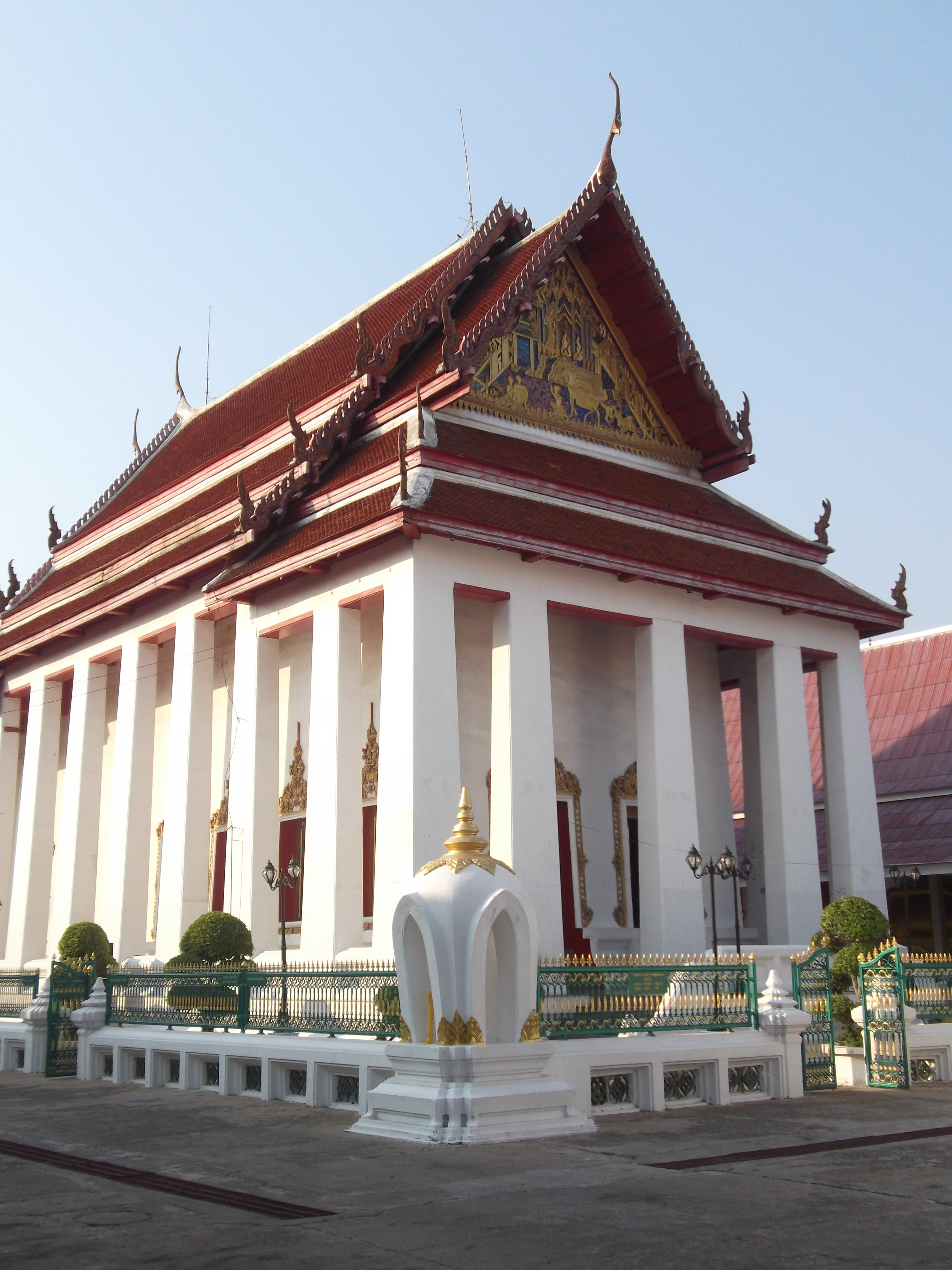
韦鲁拉钦寺。

韦鲁拉钦寺是一座位于泰国曼谷吞武里县特泰路的三级皇家寺庙。建庙时间是在拉玛三世和拉玛四世统治期间。